# Hainzenau
Hainzenau ist ein Gemeindeteil von Eurasburg im oberbayerischen Landkreis Bad Tölz-Wolfratshausen. Die Einöde liegt circa drei Kilometer südlich von Eurasburg.

## Baudenkmäler
Siehe: Liste der Baudenkmäler in Hainzenau